# Göran Persson
Hans Göran Persson (Vingåker, 20 de janeiro de 1949) é um político sueco, filiado no Partido Social Democrata. Foi primeiro-ministro da Suécia entre 22 de março de 1996 e 5 de outubro de 2006.

## Biografia
Göran Persson (Göran Perssonⓘ) nasceu no seio de uma família de trabalhadores. Revelou em anos recentes que era seu desejo tornar-se padre; no entanto, acabou por frequentar cadeiras sobre ciências sociais numa escola superior em Örebro. Persson abandonou o curso em 1971 sem obter um grau académico, apesar de ter acumulado oitenta créditos. De acordo com declarações do próprio, Persson quase completou uma educação superior em ciências sociais e políticas. Este facto não é verificável, pois Persson nunca esteve inscrito na faculdade de ciências políticas.[carece de fontes?] Quando a escola superior se tornou numa universidade, a agora denominada Universidade de Örebro concedeu um doutoramento honoris causa em Medicina a Persson em fevereiro de 2005. Esta atribuição foi alvo de críticas e acusações de suborno.
Göran Persson desposou Gunnel Claesson em 1978, tendo duas filhas desse casamento. Após o seu divórcio em 1995, desposou Annika Barthine, de quem se divorciou em dezembro de 2002. Persson é actualmente casado com Anitra Steen desde 6 de dezembro de 2003.
Persson é um cristão assumido, tendo por diversas vezes sublinhado a sua fé. Num debate televisivo entre líderes políticos no canal sueco TV4, expressou o comum compromisso para com a igreja que partilha com Göran Hägglund, então líder dos democratas cristãos (um partido conservador de direita).
Em setembro de 2003, Persson foi diagnosticado com osteoartrite. Submeteu-se a uma cirurgia de substituição da anca em junho de 2004, passando por uma lista de espera no sistema público de saúde, em vez de procurar cuidados privados. Como consequência, cancelou várias viagens oficiais nesse período.

## Carreira política

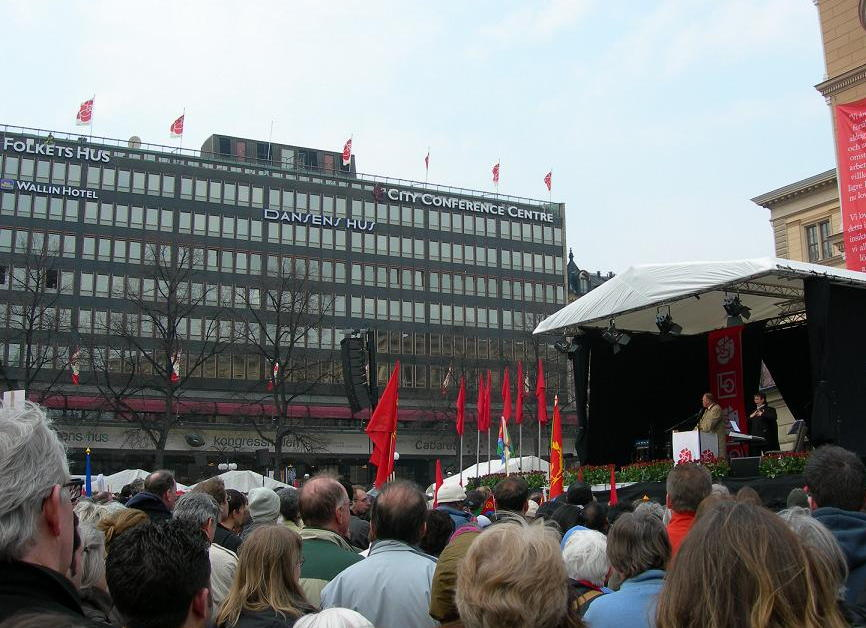
Göran Persson discursando no 1º de maio em 2006, em Norra Bantorget, Estocolmo.

Persson foi primeiro-ministro da Suécia por mais de dez anos, sendo o segundo primeiro-ministro com maior longevidade no cargo (apenas ultrapassado por Tage Erlander). É conhecido pela sua habilidade em discursar de improviso, sem discursos pré-preparados ou ajuda do seu gabinete político.[carece de fontes?] Esta habilidade permitiu-lhe manter-se no cargo apesar de diversas críticas, acusações de concentração de poder e governação de estilo ditatorial.
Vários incidentes de peso aconteceram durante o seu mandato: os protestos durante o conselho europeu em 2001 em Gotemburgo, o assassinato da ministra dos Negócios Estrangeiros Anna Lindh em 2003, o tsunami do Oceano Índico de 2004 (que vitimou centenas de turistas suecos e em que o governo de Persson foi acusado de ineficácia no socorro aos seus cidadãos) e o conflito sobre a publicação das caricaturas satíricas de Maomé na Dinamarca. Este último incidente provocou ameaças de violência contra cidadãos escandinavos, o incêndio de embaixadas no Médio Oriente e a demissão da ministra dos Negócios Estrangeiros Laila Freivalds.
No início dos anos setenta, Göran Persson trabalhou para a Juventude Social-Democrata Sueca (em sueco Sveriges socialdemokratiska ungdomsförbund, SSU) e foi membro do comité nacional da Liga de 1972 a 1975. Mais tarde, trabalhou no governo local do município de Katrineholm. Foi eleito deputado do parlamento nacional em 1979; regressou mais tarde a Katrineholm para servir como vereador (kommunalråd), entre 1985 e 1989. Durante este período, ficou conhecido pela sua liderança agressiva, tendo ganho a alcunha "HSB", abreviatura de Han som bestämmer ("Ele, quem decide.")
Persson foi nomeado ministro da escolas em 1989, durante o primeiro mandato de Ingvar Carlsson, mantendo o lugar até 1991, quando os Sociais-Democratas perderam as eleições. O primeiro-ministro eleito, Carl Bildt, presidia a um governo formado por uma coligação frágil entre quatro partidos liberais e conservadores; quando novas eleições ocorreram em 1994, os Sociais Democratas reconquistaram o parlamento, tendo obtido mais de 45% dos votos. Persson apresentou um plano que pretendia levantar a Suécia da delicada situação económica em que o país se encontrava, fruto da recessão do início da década de 1990, em que sofria de um alto índice de desemprego e uma grande dívida externa.

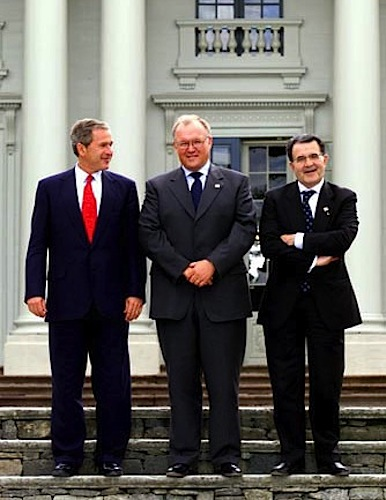
Göran Persson (no centro) com George W. Bush (esquerda) e Romano Prodi (direita) no palácio de Gunnebo, perto de Gotemburgo, Suécia (14 de junho de 2001).

Göran Persson foi na altura nomeado ministro das Finanças, um posto que manteve até 1996. Nesse ano, Persson foi escolhido para suceder a Ingvar Carlsson, que se reformou. Através de cortes no sistema de segurança social e aumentos de impostos, a dívida externa baixou de 13% do PIB em 1994 a 2,6% em 1997. O desemprego manteve-se alto, perto dos 13% até 1997, quando caiu então para os 6,5%.
Surgiram as primeiras dificuldades para Persson quando vieram a público alegações de que teria havido um programa de esterilização forçada, principalmente de mulheres, na Suécia entre 1935 e 1976. Um inquérito concluiu que pessoas com doenças mentais eram os alvos preferenciais.
Nas eleições gerais de 1998, os Sociais Democratas perderam muito do seu eleitorado, tendo conquistado menos votos que nas eleições de 1991. Mantiveram o governo graças a uma coligação com o Partido dos Verdes e o Partido de Esquerda. Duas semanas após as eleições, uma remodelação governamental mudou oito ministros. No final do ano, o governo anunciou importantes cortes no orçamento militar.
Em 1999, o governo de Persson viu o PIB crescer a uma taxa de 3,6% e a balança comercial passar para a zona positiva. O partido propôs cortes nos impostos em 2000, algo a que se opôs o ministro das Finanças Erik Åsbrink, que se demitiu dois dias antes da apresentação do orçamento do país para 2000.
A Suécia gozava de uma economia forte, desemprego em queda e um crescimento económico de 4% em 2000. Ainda assim, os Sociais-Democratas tiveram dificuldades em reconquistar eleitorado. Quando a expansão de empresas ligadas à Internet e telecomunicações sofreu uma recessão em 2001, o país, que possui uma representação forte no sector, ressentiu-se e milhares de empregos foram perdidos. Uma pequena recuperação foi sentida em 2002 e os Sociais-Democratas aumentaram o número de lugares no Parlamento após as eleições gerais desse ano, continuando a governar em minoria e sem formar coligações.
Após a derrota eleitoral de 17 de setembro de 2006, Persson anunciou a sua retirada da liderança do partido num congresso especial a decorrer em março de 2007.

## Política externa
Persson apoiou a invasão do Afeganistão em 2001 pelos Estados Unidos, seguindo a linha da decisão de Conselho de Segurança da ONU. Protestou, no entanto, contra a invasão do Iraque em 2003, pois esta não foi aceite pela ONU. Apesar das diferenças de opinião com George W. Bush, Persson denominou-o como um "líder subestimado", referindo-se mais à sua capacidade de lideranças que à sua visão política.